# Retipenna
Retipenna is een geslacht van insecten uit de familie van de gaasvliegen (Chrysopidae), die tot de orde netvleugeligen (Neuroptera) behoort.

## Soorten
- R. burmana Brooks, 1986
- R. callioptera X.-k. Yang & C.-k. Yang, 1993
- R. chaoi C.-k. Yang & X.-k. Yang, 1987
- R. chione (Banks, 1940)
- R. dasyphlebia (McLachlan, 1894)
- R. diana C.-k. Yang & X.-x. Wang, 1994
- R. grahami (Banks, 1940)
- R. guangdongana C.-k. Yang & X.-k. Yang, 1987
- R. hasegawai (Nakahara, 1955)
- R. huai C.-k. Yang & X.-k. Yang, 1987
- R. inordinata (C.-k. Yang, 1987)
- R. maculosa C.-k. Yang & X.-x. Wang, 1994
- R. notata (Navás, 1910)
- R. sichuanica C.-k. Yang & X.-k. Yang, 1987
- R. variegata Brooks, 1986